# Itziar Aizpurua Egaña
Itziar Aizpurua Egaña (Deba (Guipúscoa), 2 d'abril de 1943) és una política basca d'ideologia independentista. Dirigent d'Herri Batasuna (HB) entre 1978 i 1998, parlamentària basca entre 1982-86 i 1994-98; Congressista entre 1986 i 1993. Va ser militant d'ETA durant el franquisme i un dels jutjats en el Procés de Burgos. Estava casada amb el també dirigent de HB, Jokin Gorostidi Artola, mort el 2006.

## Biografia
Natural de la localitat guipuscoana de Deva, on va néixer en 1943. Va fer estudis de música i va ser professora de piano. Es va integrar com a militant d'ETA a la fi de la dècada de 1960 durant la dictadura franquista. Juntament amb el seu promès, Jokin Gorostidi Artola, va ser detinguda per la policia i ambdós van ser enjudiciats en el Procés de Burgos. Ell va ser condemnat a mort (després es va commutar la seva pena per presó) i ella va ser condemnada a 15 anys de presó pel delicte de rebel·lió. Després de passar 8 anys a la presó, va ser alliberada el 1977 per l'Amnistia General que es va produir després de la mort de Franco. Va militar a Herri Batasuna des de la fundació de la coalició el 1978, ocupant càrrecs en la direcció de l'organització (Taula Nacional) durant 20 anys. Va ser escollida diputada a les eleccions al Parlament Basc de 1984. Va ser Diputada del Congrés entre 1986 i 1993, durant dues legislatures, encara que no va participar pràcticament en les sessions del Congrés per la política de boicot de la seva organització política.
Estava present en el lloc de l'atemptat que va costar la vida al seu company de partit Josu Muguruza el 20 de novembre de 1989. Entre 1994 i 1998 va ser novament escollida membre del Parlament Basc. A la campanya de les eleccions generals espanyoles de 1996, Herri Batasuna va difondre un vídeo del grup terrorista ETA a les falques publicitàries gratuïtes que tenia durant la campanya. Per aquest fet, l'Audiència Nacional va obrir una causa pel delicte de col·laboració amb banda armada contra tots els membres de la Taula Nacional d'HB, entre els quals la mateixa Itziar Aizpurua. El Tribunal Suprem d'Espanya la va jutjar i va condemnar per aquest delicte, però després de romandre 20 mesos a la presó, el 20 de juliol de 1999 el Tribunal Constitucional d'Espanya va anul·lar la sentència del Suprem i tots els membres de la Taula Nacional, entre ells Aizpurua, van ser alliberats. Després de la seva sortida de la presó, en l'any 2000 no ha tornat a estar a la primera línia de la política, excepte en casos puntuals, com quan va morir el seu marit Jokin Gorostidi el 2006.